# Torneo Regional 1977
El Torneo Regional 1977 fue la undécima edición de este torneo, organizado por el Consejo Federal de la Asociación del Fútbol Argentino. Su objetivo era clasificar 4 equipos para disputar el Campeonato Nacional 1977.

## Sistema de disputa
En este torneo se dividió a los 49 participantes en 8 grupos por cercanía geográfica, variando la cantidad de equipos por grupo. Todas las fases del torneo se jugaban por el sistema de eliminación directa con partidos de ida y de vuelta, con los equipos ingresando en diferentes etapas. 
Los ganadores de cada grupo jugaron las finales. Los 4 ganadores clasificaron al Torneo Nacional 1977.

## Equipos participantes

### Distribución geográfica
| Región                           | Equipos |
| -------------------------------- | ------- |
| Provincia de Buenos Aires        | 11      |
| Provincia de Catamarca           | 1       |
| Provincia del Chaco              | 2       |
| Provincia del Chubut             | 2       |
| Provincia de Córdoba             | 3       |
| Provincia de Corrientes          | 2       |
| Provincia de Entre Ríos          | 5       |
| Provincia de Formosa             | 1       |
| Provincia de Jujuy               | 1       |
| Provincia de La Pampa            | 1       |
| Provincia de La Rioja            | 1       |
| Provincia de Mendoza             | 4       |
| Provincia de Misiones            | 1       |
| Provincia del Neuquén            | 2       |
| Provincia de Río Negro           | 1       |
| Provincia de Salta               | 0       |
| Provincia de San Juan            | 1       |
| Provincia de San Luis            | 2       |
| Provincia de Santa Cruz          | 2       |
| Provincia de Santa Fe            | 3       |
| Provincia de Santiago del Estero | 1       |
| Provincia de Tierra del Fuego    | 0       |
| Provincia de Tucumán             | 2       |
| Total                            | 49      |

### Grupos
| Grupo   | Equipo                                                   | Localidad                   | Provincia           | Liga de origen                               |
| ------- | -------------------------------------------------------- | --------------------------- | ------------------- | -------------------------------------------- |
| Grupo A | Club Alumni Azuleño                                      | Azul                        | Buenos Aires        | Liga de Fútbol de Azul                       |
| Grupo A | Club Atlético Argentino                                  | Pergamino                   | Buenos Aires        | Liga de Fútbol de Pergamino                  |
| Grupo A | Club Atlético Paraná                                     | San Nicolás                 | Buenos Aires        | Liga Nicoleña de Fútbol                      |
| Grupo A | Club Atlético Boca Juniors                               | Tres Arroyos                | Buenos Aires        | Liga Regional Tresarroyense de fútbol        |
| Grupo A | Club Social y Deportivo Estación Quequén                 | Quequén                     | Buenos Aires        | Liga Necochense de Fútbol                    |
| Grupo A | Club Jorge Newbery                                       | Junín                       | Buenos Aires        | Liga Deportiva del Oeste                     |
| Grupo A | Club Olimpo                                              | Bahía Blanca                | Buenos Aires        | Liga del Sur (Bahía Blanca)                  |
| Grupo A | Club y Biblioteca Ramón Santamarina                      | Tandil                      | Buenos Aires        | Liga Tandilense de Fútbol                    |
| Grupo A | Club Atlético San Lorenzo                                | Mar del Plata               | Buenos Aires        | Liga Marplatense de Fútbol                   |
| Grupo A | Club Atlético Sierra Chica                               | Olavarría                   | Buenos Aires        | Liga de Fútbol de Olavarría                  |
| Grupo B | Club El Ciclón                                           | Carmen de Patagones         | Buenos Aires        | Liga Rionegrina de Fútbol                    |
| Grupo B | Gaiman Fútbol Club                                       | Gaiman                      | Chubut              | Liga de Fútbol Valle del Chubut              |
| Grupo B | Club Atlético Huracán                                    | Comodoro Rivadavia          | Chubut              | Liga de Fútbol de Comodoro Rivadavia         |
| Grupo B | Club Cipolletti                                          | Cipolletti                  | Río Negro           | Liga Deportiva Confluencia                   |
| Grupo B | Asociación Atlético Boxing Club                          | Río Gallegos                | Santa Cruz          | Liga de Fútbol Sur de Santa Cruz             |
| Grupo B | Asociación Atlética Infantil Defensores de Pico Truncado | Pico Truncado               | Santa Cruz          | Liga de Fútbol Norte de Santa Cruz           |
| Grupo C | Club Deportivo Mandiyú                                   | Corrientes                  | Corrientes          | Liga Correntina de Fútbol                    |
| Grupo C | Huracán Football Club                                    | Goya                        | Corrientes          | Liga Goyana de Fútbol                        |
| Grupo C | Club Atlético Paraná                                     | Paraná                      | Entre Ríos          | Liga Paranaense de Fútbol                    |
| Grupo C | Club Central Entrerriano                                 | Gualeguaychú                | Entre Ríos          | Liga Departamental de Fútbol de Gualeguaychú |
| Grupo C | Club Gimnasia y Esgrima                                  | Concepción del Uruguay      | Entre Ríos          | Liga de Fútbol de Concepción del Uruguay     |
| Grupo C | Club Atlético Libertad                                   | Concordia                   | Entre Ríos          | Liga Concordiense de Fútbol                  |
| Grupo C | Club Social y Deportivo Ñapindá                          | Colón                       | Entre Ríos          | Liga Departamental de Fútbol de Colón        |
| Grupo C | Club Atlético Posadas                                    | Posadas                     | Misiones            | Liga Posadeña de Fútbol                      |
| Grupo D | Club Atlético Sarmiento                                  | Resistencia                 | Chaco               | Liga Chaqueña de Fútbol                      |
| Grupo D | Club Deportivo Unión                                     | Pampa Alegría               | Chaco               | Liga Saenzpeñense de Fútbol                  |
| Grupo D | Club Sportivo Patria                                     | Formosa                     | Formosa             | Liga Formoseña de Fútbol                     |
| Grupo D | Club Pucará                                              | Santa Fe                    | Santa Fe            | Liga Santafesina de Fútbol                   |
| Grupo D | Sportivo Fútbol Club                                     | Álvarez                     | Santa Fe            | Asociación Rosarina de Fútbol                |
| Grupo E | Asociación Atlética Estudiantes                          | Río Cuarto                  | Córdoba             | Liga Regional de Fútbol de Río Cuarto        |
| Grupo E | Club Atlético Independiente                              | Cruz del Eje                | Córdoba             | Liga Cruzdelejeña de Fútbol                  |
| Grupo E | Football Club y Biblioteca Leandro N. Alem               | Villa Nueva                 | Córdoba             | Liga Villamariense de Fútbol                 |
| Grupo E | Club Atlético Los Andes                                  | Rawson                      | San Juan            | Liga Sanjuanina de Fútbol                    |
| Grupo E | Club Atlético Colegiales                                 | Villa Mercedes              | San Luis            | Liga de Fútbol de Villa Mercedes (S.L.)      |
| Grupo E | Club Sportivo Estudiantes                                | San Luis                    | San Luis            | Liga Sanluiseña de Fútbol                    |
| Grupo E | Club Atlético 9 de Julio                                 | Rafaela                     | Santa Fe            | Liga Rafaelina de Fútbol                     |
| Grupo F | Club Atlético All Boys                                   | Santa Rosa                  | La Pampa            | Liga Cultural de Fútbol                      |
| Grupo F | Club Deportivo Godoy Cruz Antonio Tomba                  | Godoy Cruz                  | Mendoza             | Liga Mendocina de Fútbol                     |
| Grupo F | Club Huracán                                             | San Rafael                  | Mendoza             | Liga Sanrafaelina de Fútbol                  |
| Grupo F | Sport Club Pacífico                                      | General Alvear              | Mendoza             | Liga Alvearense de Fútbol                    |
| Grupo F | Club San Carlos                                          | Chapanay                    | Mendoza             | Liga Rivadaviense de Fútbol                  |
| Grupo F | Club Atlético Independiente                              | Neuquén                     | Neuquén             | Liga de Fútbol de Neuquén                    |
| Grupo F | Club Atlético Plaza Huincul                              | Plaza Huincul               | Neuquén             | Liga de Fútbol de Neuquén                    |
| Grupo G | Club Atlético Ledesma                                    | Libertador Gral. San Martín | Jujuy               | Liga Regional Jujeña de Fútbol               |
| Grupo G | Club Atlético Central Córdoba                            | Santiago del Estero         | Santiago del Estero | Liga Santiagueña de Fútbol                   |
| Grupo H | Club Atlético Policial                                   | Catamarca                   | Catamarca           | Liga Catamarqueña de Fútbol                  |
| Grupo H | Club Atlético Unión                                      | La Rioja                    | La Rioja            | Liga Riojana de Fútbol                       |
| Grupo H | Club Atlético Tucumán                                    | San Miguel de Tucumán       | Tucumán             | Liga Tucumana de Fútbol                      |
| Grupo H | Club Atlético Jorge Newbery                              | Aguilares                   | Tucumán             | Liga Tucumana de Fútbol                      |

## Primera etapa
| Fechas        | Grupo | Local en la vuelta           |   | Global        |   | Local en la ida                      |
| ------------- | ----- | ---------------------------- | - | ------------- | - | ------------------------------------ |
| 20 de febrero | A     | Olimpo                       | 5 | 8 - 2         | 1 | Estación Quequén                     |
| 27 de febrero | A     | Olimpo                       | 3 | 8 - 2         | 1 | Estación Quequén                     |
| 20 de febrero | A     | San Lorenzo (Mar del Plata)  | 1 | 2 - 3         | 2 | Sierra Chica (Olavarría)             |
| 27 de febrero | A     | San Lorenzo (Mar del Plata)  | 1 | 2 - 3         | 1 | Sierra Chica (Olavarría)             |
| 20 de febrero | B     | Gaiman F.C.                  | 1 | (5) 2 - 2 (4) | 1 | Huracán (Comodoro Rivadavia)         |
| 27 de febrero | B     | Gaiman F.C.                  | 1 | (5) 2 - 2 (4) | 1 | Huracán (Comodoro Rivadavia)         |
| 20 de febrero | B     | Boxing Club                  | 3 | 10 - 4        | 1 | Defensores de Pico Truncado          |
| 27 de febrero | B     | Boxing Club                  | 7 | 10 - 4        | 3 | Defensores de Pico Truncado          |
| 20 de febrero | C     | Ñapindá (Colón)              | 0 | 2 - 7         | 4 | Libertad (Concordia)                 |
| 27 de febrero | C     | Ñapindá (Colón)              | 2 | 2 - 7         | 3 | Libertad (Concordia)                 |
| 20 de febrero | D     | Pucará (Santa Fe)            | 1 | 2 - 3         | 1 | Sportivo (Álvarez)                   |
| 27 de febrero | D     | Pucará (Santa Fe)            | 1 | 2 - 3         | 2 | Sportivo (Álvarez)                   |
| 20 de febrero | E     | Sportivo Estudiantes         | 1 | 3 - 5         | 4 | Colegiales (Villa Mercedes)          |
| 27 de febrero | E     | Sportivo Estudiantes         | 2 | 3 - 5         | 1 | Colegiales (Villa Mercedes)          |
| 20 de febrero | E     | 9 de Julio (Rafaela)         | 0 | 2 - 7         | 5 | Estudiantes (Río Cuarto)             |
| 27 de febrero | E     | 9 de Julio (Rafaela)         | 2 | 2 - 7         | 2 | Estudiantes (Río Cuarto)             |
| 20 de febrero | E     | Independiente (Cruz del Eje) | 2 | 6 - 10        | 6 | Leandro N. Alem (Villa Nueva)        |
| 27 de febrero | E     | Independiente (Cruz del Eje) | 4 | 6 - 10        | 4 | Leandro N. Alem (Villa Nueva)        |
| 20 de febrero | F     | Godoy Cruz                   | 2 | 2 - 5         | 3 | Huracán (San Rafael)                 |
| 27 de febrero | F     | Godoy Cruz                   | 0 | 2 - 5         | 2 | Huracán (San Rafael)                 |
| 20 de febrero | F     | San Carlos de Chapanay       | 3 | 6 - 2         | 1 | Sport Club Pacífico (General Alvear) |
| 27 de febrero | F     | San Carlos de Chapanay       | 3 | 6 - 2         | 1 | Sport Club Pacífico (General Alvear) |
| 20 de febrero | F     | Independiente (Neuquén)      | 2 | 3 - 0         | 0 | Plaza Huincul                        |
| 27 de febrero | F     | Independiente (Neuquén)      | 1 | 3 - 0         | 0 | Plaza Huincul                        |

## Segunda etapa
| Fechas      | Grupo | Local en la vuelta                 |   | Global   |   | Local en la ida                 |
| ----------- | ----- | ---------------------------------- | - | -------- | - | ------------------------------- |
| 6 de marzo  | A     | Olimpo                             | 1 | 2 - 1    | 0 | Sierra Chica (Olavarría)        |
| 13 de marzo | A     | Olimpo                             | 1 | 2 - 1    | 1 | Sierra Chica (Olavarría)        |
| 6 de marzo  | A     | Ramón Santamarina                  | 3 | 5 - 1    | 1 | Boca Juniors (Tres Arroyos)     |
| 13 de marzo | A     | Ramón Santamarina                  | 2 | 5 - 1    | 0 | Boca Juniors (Tres Arroyos)     |
| 6 de marzo  | A     | Atlético Paraná (San Nicolás)      | 1 | 9 - 5    | 2 | Alumni Azuleño (Azul)           |
| 13 de marzo | A     | Atlético Paraná (San Nicolás)      | 8 | 9 - 5    | 3 | Alumni Azuleño (Azul)           |
| 6 de marzo  | A     | Argentino (Pergamino)              | 0 | 2 - 5    | 4 | Jorge Newbery (Junín)           |
| 13 de marzo | A     | Argentino (Pergamino)              | 2 | 2 - 5    | 1 | Jorge Newbery (Junín)           |
| 6 de marzo  | B     | Gaiman F.C.                        | 0 | 3 - 1    | 0 | Boxing Club                     |
| 13 de marzo | B     | Gaiman F.C.                        | 3 | 3 - 1    | 1 | Boxing Club                     |
| 6 de marzo  | B     | Cipolletti                         | 1 | 6 - 1    | 1 | El Ciclón (Carmen de Patagones) |
| 13 de marzo | B     | Cipolletti                         | 5 | 6 - 1    | 0 | El Ciclón (Carmen de Patagones) |
| 6 de marzo  | C     | Atlético Paraná                    | 2 | 5 - 0    | 0 | Libertad (Concordia)            |
| 13 de marzo | C     | Atlético Paraná                    | 3 | 5 - 0    | 0 | Libertad (Concordia)            |
| 6 de marzo  | C     | Central Entrerriano (Gualeguaychú) | 2 | (v)3 - 3 | 3 | Gimnasia y Esgrima (CdU)        |
| 20 de marzo | C     | Central Entrerriano (Gualeguaychú) | 1 | (v)3 - 3 | 0 | Gimnasia y Esgrima (CdU)        |
| 6 de marzo  | D     | Sportivo (Álvarez)                 | 1 | 2 - 3    | 3 | Sportivo Patria                 |
| 13 de marzo | D     | Sportivo (Álvarez)                 | 1 | 2 - 3    | 0 | Sportivo Patria                 |
| 6 de marzo  | D     | Sarmiento (Resistencia)            | 3 | 5 - 2    | 1 | Unión (Sáenz Peña)              |
| 16 de marzo | D     | Sarmiento (Resistencia)            | 2 | 5 - 2    | 1 | Unión (Sáenz Peña)              |
| 6 de marzo  | E     | Leandro N. Alem (Villa Nueva)      | 0 | 1 - 1(v) | 0 | Estudiantes (Río Cuarto)        |
| 13 de marzo | E     | Leandro N. Alem (Villa Nueva)      | 1 | 1 - 1(v) | 1 | Estudiantes (Río Cuarto)        |
| 13 de marzo | E     | Colegiales (Villa Mercedes)        | 0 | 1 - 8    | 2 | Los Andes (San Juan)            |
| 20 de marzo | E     | Colegiales (Villa Mercedes)        | 1 | 1 - 8    | 6 | Los Andes (San Juan)            |
| 6 de marzo  | F     | Independiente (Neuquén)            | 0 | 1 - 2    | 1 | All Boys (Santa Rosa)           |
| 13 de marzo | F     | Independiente (Neuquén)            | 1 | 1 - 2    | 1 | All Boys (Santa Rosa)           |
| 6 de marzo  | F     | San Carlos de Chapanay             | 1 | 2 - 5    | 3 | Huracán (San Rafael)            |
| 13 de marzo | F     | San Carlos de Chapanay             | 1 | 2 - 5    | 2 | Huracán (San Rafael)            |
| 6 de marzo  | H     | Jorge Newbery (Aguilares)          | 3 | 3 - 5    | 2 | Atlético Tucumán                |
| 13 de marzo | H     | Jorge Newbery (Aguilares)          | 0 | 3 - 5    | 3 | Atlético Tucumán                |
| 6 de marzo  | H     | Unión (La Rioja)                   | 2 | 6 - 1    | 1 | Atlético Policial               |
| 13 de marzo | H     | Unión (La Rioja)                   | 4 | 6 - 1    | 0 | Atlético Policial               |

## Tercera etapa
| Fechas      | Grupo | Local en la vuelta         |   | Global        |   | Local en la ida                    |
| ----------- | ----- | -------------------------- | - | ------------- | - | ---------------------------------- |
| 20 de marzo | A     | Ramón Santamarina (Tandil) | 1 | (4) 2 - 2 (2) | 1 | Olimpo                             |
| 27 de marzo | A     | Ramón Santamarina (Tandil) | 1 | (4) 2 - 2 (2) | 1 | Olimpo                             |
| 20 de marzo | A     | Jorge Newbery (Junín)      | 2 | 5 - 3         | 2 | Atlético Paraná (San Nicolás)      |
| 27 de marzo | A     | Jorge Newbery (Junín)      | 3 | 5 - 3         | 1 | Atlético Paraná (San Nicolás)      |
| 20 de marzo | B     | Cipolletti                 | 1 | 7 - 2         | 2 | Gaiman F.C.                        |
| 27 de marzo | B     | Cipolletti                 | 6 | 7 - 2         | 0 | Gaiman F.C.                        |
| 27 de marzo | C     | Atlético Paraná            | 2 | 3 - 1         | 1 | Central Entrerriano (Gualeguaychú) |
| 3 de abril  | C     | Atlético Paraná            | 1 | 3 - 1         | 0 | Central Entrerriano (Gualeguaychú) |
| 20 de marzo | D     | Sportivo Patria            | 0 | 1 - 1(v)      | 0 | Sarmiento (Resistencia)            |
| 27 de marzo | D     | Sportivo Patria            | 1 | 1 - 1(v)      | 1 | Sarmiento (Resistencia)            |
| 27 de marzo | E     | Estudiantes (Río Cuarto)   | 0 | 1 - 3         | 2 | Los Andes (Rawson)                 |
| 3 de abril  | E     | Estudiantes (Río Cuarto)   | 1 | 1 - 3         | 1 | Los Andes (Rawson)                 |
| 20 de marzo | F     | Huracán (San Rafael)       | 1 | 2 - 1         | 1 | All Boys (Santa Rosa)              |
| 27 de marzo | F     | Huracán (San Rafael)       | 1 | 2 - 1         | 0 | All Boys (Santa Rosa)              |
| 20 de marzo | H     | Unión (La Rioja)           | 1 | 2 - 7         | 5 | Atlético Tucumán                   |
| 27 de marzo | H     | Unión (La Rioja)           | 1 | 2 - 7         | 2 | Atlético Tucumán                   |

## Cuarta etapa
| Fechas      | Grupo | Local en la vuelta    |   | Global |   | Local en la ida   |
| ----------- | ----- | --------------------- | - | ------ | - | ----------------- |
| 3 de abril  | A     | Jorge Newbery (Junín) | 0 | 1 - 3  | 0 | Ramón Santamarina |
| 10 de abril | A     | Jorge Newbery (Junín) | 1 | 1 - 3  | 3 | Ramón Santamarina |
| 3 de abril  | C     | Deportivo Mandiyú     | 3 | 4 - 0  | 0 | Huracán (Goya)    |
| 10 de abril | C     | Deportivo Mandiyú     | 1 | 4 - 0  | 0 | Huracán (Goya)    |
| 10 de abril | C     | Atlético Paraná       | 0 | 2 - 0  | 0 | Atlético Posadas  |
| 17 de abril | C     | Atlético Paraná       | 2 | 2 - 0  | 0 | Atlético Posadas  |
| 3 de abril  | G     | Central Córdoba (SdE) | 0 | 0 - 2  | 0 | Atlético Ledesma  |
| 10 de abril | G     | Central Córdoba (SdE) | 0 | 0 - 2  | 2 | Atlético Ledesma  |

## Quinta etapa
| Fechas      | Grupo | Local en la vuelta |   | Global |   | Local en la ida |
| ----------- | ----- | ------------------ | - | ------ | - | --------------- |
| 24 de abril | C     | Deportivo Mandiyú  | 1 | 1 - 2  | 1 | Atlético Paraná |
| 8 de mayo   | C     | Deportivo Mandiyú  | 0 | 1 - 2  | 1 | Atlético Paraná |

## Finales
| Fechas      | Grupos | Local en la vuelta |   | Global   |   | Local en la ida         |
| ----------- | ------ | ------------------ | - | -------- | - | ----------------------- |
| 24 de abril | A - B  | Ramón Santamarina  | 0 | 1 - 1(v) | 0 | Cipolletti              |
| 8 de mayo   | A - B  | Ramón Santamarina  | 1 | 1 - 1(v) | 1 | Cipolletti              |
| 15 de mayo  | C - D  | Atlético Paraná    | 0 | 0 - 2    | 1 | Sarmiento (Resistencia) |
| 29 de mayo  | C - D  | Atlético Paraná    | 0 | 0 - 2    | 1 | Sarmiento (Resistencia) |
| 17 de abril | E - F  | Los Andes (Rawson) | 2 | 3 - 1    | 0 | Huracán (San Rafael)    |
| 24 de abril | E - F  | Los Andes (Rawson) | 1 | 3 - 1    | 1 | Huracán (San Rafael)    |
| 24 de abril | H - G  | Atlético Tucumán   | 0 | 0 - 1    | 0 | Atlético Ledesma        |
| 8 de mayo   | H - G  | Atlético Tucumán   | 0 | 0 - 1    | 1 | Atlético Ledesma        |

## Clasificados al Campeonato Nacional 1977
- Atlético Ledesma
- Cipolletti
- Los Andes
- Sarmiento (R)